# Michael Kahn-Ackermann
Michael Kahn-Ackermann (* 1946 in Bayern) ist ein deutscher Sinologe, Kulturmittler und Übersetzer. Seit 2012 ist er China Special Representative der Stiftung Mercator in Peking. Kahn-Ackermann ist mit einer Chinesin verheiratet und lebt in Nanjing.
1970 begann er ein Studium der Sinologie, Volkswirtschaftslehre und Politikwissenschaft an der Universität München. Von 1975 bis 1977 studierte er Neuere Chinesische Geschichte an der Universität Peking. 1988 war er Gründungsdirektor des Goethe-Instituts in Peking. Von 1995 bis 2006 arbeitete er an den Goethe-Instituten in Moskau und Rom und von 2007 bis zu seiner Pensionierung 2011 wieder in Peking. Dort war er zuletzt Regionalleiter der Institute in der Volksrepublik China und Taiwan.
Er hat zahlreiche Texte der chinesischen Gegenwartsliteratur vom Chinesischen ins Deutsche übersetzt, u. a. Werke von Luo Ying, Zhang Jie und Liu Zhenyun. Im Mai 2020 erschien die von ihm übersetzte deutsche Ausgabe des Wuhan Diary: Tagebuch aus einer gesperrten Stadt. Die chinesische Schriftstellerin Fang Fang schildert darin ihre Eindrücke aus der für beinahe drei Monate von der Außenwelt abgeschnittenen Millionenstadt.